# 大阪市の不祥事
大阪市の不祥事（おおさかしのふしょうじ）は、大阪市職員（大阪市役所とその各部局と区役所）のカラ残業、カラ年金、ヤミ残業、ヤミ退職金、口きき採用、就業時間中の政治活動（ヤミ専従）を含む大阪市労働組合連合会（市労連＝連合に属する大阪市職員労働組合などの7組合）への厚遇、同和対策事業における不正行為といった問題。

## 概要
大阪市が「公務員天国」の状態となったのは、中馬馨が就任して間も無い1960年代前半頃から始まった。労働組合や部落解放同盟との馴れ合いが深まり、その結果、癒着状態となったことに始まった。
日本共産党は、その背景として市労連が推薦母体・団体、支持団体の中核となって市長選を取り仕切ってきたことで、歴代の大阪市長は市労連の手足となる助役（副市長）上がりで、程度の差こそあれ市職員労働組合には頭の上がらない状態であったこと、さらに自民、公明、民主のオール与党体制であったことを挙げている。
大阪市の問題が大阪市民に知れ渡るようになったのは、21世紀に入り、毎日放送のニュース番組VOICE内でのコーナー「闇の正体」で取り上げられた「カラ残業問題」が発端となってのことであった。その後も、VOICEが率先してこの大阪市の問題を取り上げ、報道関連の賞を受賞した。
全国でも大きく取り上げられ、他の自治体でも地方公務員に対する不適切な厚遇などが発覚したため、改革の動きは大阪市だけでなく全国に波及した。
その後、大阪市は市政改革に取り組み始め、2005年4月1日に市政改革本部を設置し、2005年・2006年度の2年間で、集中的に抜本的な市政運営の改革を始めた。

## 政界への影響
2007年末には市政改革を推進してきた關淳一が市長選挙で落選し、新たに毎日放送でニュースキャスターを務めた平松邦夫が当選、戦後初の民間出身市長となった。平松は市政改革推進会議の解散や交通局の維持を主張したが、改革路線は継続された。新体制で市政改革が再スタートしたが、その直後にまたしても不祥事が発覚し、人気が凋落。翌2008年から裏金問題など職員による不祥事が次々と発覚した。
2008年2月6日にタレント弁護士の橋下徹が大阪府知事に当選し、2009年（平成21年）4月24日に橋下徹の路線を支持する自民党改革派議員から設立された大阪維新の会が大阪府の選挙区で盤石を築いていくことで、大阪府内の自民党・民主党の双方の議席が激減した。

## 経過

### 磯村市長時代
- 1997年
  - ATC、大阪ドームなど大阪市の第三セクターの経営悪化問題が浮上[10]。

### 關市長時代
- 2003年
  - 12月26日[11] - 大平光代（弁護士）が当選から間もない關市長から助役就任を要請され、女性初の大阪市助役に就任する。就任直後から「働いていない職員が裏金から給料を何千万円も取っている」、「職員採用時に一部の市議会議員が口利きをして一人あたり数百万円もらっている」といった内部告発が大平助役のもとに寄せられた[12]。
- 2004年
  - 秋頃 - 大阪市の職員厚遇問題（カラ残業や、ヤミ年金・退職金の積み立て等、不正な金の流用）が発覚し、大々的に報道される。
  - 12月19日 - 大阪市福利厚生制度等改革委員会が設置される[13]。關市長は大平助役を委員長に任命。大平助役は市政改革に奔走するが、既得権益を手放したくない職員や議員の反発に遭う。朝出勤したら、机の上に「おまえは何様や」などと書かれた誹謗中傷の文書が置かれていた。「大平助役は水商売のお姉ちゃんもびっくりするような派手な格好で暴力団と密会していた」という内容の怪文書が流れたが、密会していたと言われていた当時は連日深夜まで会議だった[14]。

- 2005年
  - 4月1日 - 都市経営諮問会議と市改革委員会が統合され、市政改革本部が設置される。大平助役が本部長代行に就任[15]。2005年、2006年度の2年間で集中的に抜本的な市政運営の改革を進めると発表。
  - 4月27日 - 市政改革本部の活動方針（案）を公表[16]。
  - 9月27日 - 市政改革基本方針（市政改革本部案、市政改革マニフェスト）を公表[17]。
  - 10月17日 - 大平助役が自民党と公明党の市議会議員の反発を受け、關市長の辞任にともない助役を辞任。
  - 11月27日 - 出直し市長選挙で現職關淳一が再選。
- 2006年
  - 1月 - ゆとりとみどり振興局が指名競争入札に際し、大阪府同和建設協会所属の12社以外を閉め出す官製談合を行っていた事が発覚[18]。
  - 1月6日 - 大平助役が大阪市法律顧問（法令遵守担当）に就任することが市から発表される。それに対し自民党と公明党の市議会議員が反発する。
  - 1月7日 -大平は就任を辞退。後日、市議会議員から反発を受け辞任したと語った[19]。
  - 1月12日 - 局長・区長改革マニフェスト（局・区改革実施方針）（案）を公表[20]。
  - 2月 - 局経営方針（案）を策定。
  - 2月22日 - 大阪市が2006年度当初予算案を発表。今後5年間の予算の削減目標2,250億円のうち、約37%にあたる832億円分を削減する内容になっている。
  - 3月1日 - 民間人による監視機関として大阪市市政改革推進会議を設置。
  - 3月3日 - 職員削減数を市政改革基本方針で示した7,000人から5,500人追加し1万2,500人を削減すると発表。
  - 3月10日 - 4月から実施する組織改正案を発表。市政改革室などを新設。
  - 8月31日 - 2005年度の普通会計決算見込みで、全会計ベースの市債残高が前年度比174億円減の5兆5,022億円となり、戦後初めて減少した。
- 2007年
  - 3月16日 - 全国市民オンブズマン連絡会議が実施した第11回全国情報公開度ランキングの政令市総合ランキングで15市中3位となる（前回は14市中13位）。
  - 6月27日 - 大卒や短大卒にもかかわらず学歴を詐称して高卒以下などの職種で採用された職員965人を停職1ヶ月の懲戒処分とする。
  - 8月16日 - 大阪市債初の依頼による格付け実施。スタンダード&プアーズからAA-、ムーディーズからAa2（のちAa1に格上げ）の格付けを取得。

### 平松市長時代
- 2007年11月18日 - 大阪市長選挙投開票。現職關淳一による市政改革の方向性が争われ、新人の平松邦夫が当選。就任は12月19日。市政改革マニフェスト等、改革の手法は大方引き継がれる。
- 2008年
  - 2月4日 - 東住吉区役所で5,600万円の裏金が発覚。その後経済局をはじめ、多くの部署でも発覚。
  - 3月4日 - 大阪市市政改革推進会議が解散。
  - 4月1日 - 組織改正で情報公開室を新設。
  - 5月8日 - 大阪市債が日本格付研究所（JCR）の格付け（AA+）を取得。
  - 6月5日 - 裏金問題調査委員会の最終報告書が公表。裏金の総額は7億476万円に上るとし、予算の事業目的外に使われるなどした2億5,697万円の返還を職員やOBに求める内容。
  - 6月12日 - 市長が2008年度から10年間で1,200億円の収支改善に取り組む方針を表明。現行の市政改革マニフェストを達成しても収支不足が見込まれるため。
  - 7月14日 - 浪速区役所などで、さらに裏金の存在が発覚。この中には裏金で風俗店通いをしていた事例もあった。
  - 8月15日 - 新たに延べ12件、約320万円の裏金が判明。
  - 10月17日 - 同年8月発覚の裏金問題で、98人を懲戒処分するも、風俗店通いについては処分を断念。
- 2009年
  - 3月11日 - 同市水道局員らが、同局発注の水道工事を巡り、業者に便宜を図った見返りに現金約60万円を受け取ったなどとして、収賄容疑で逮捕される[21]。
    - この事件で、住民から公益通報が寄せられていたにもかかわらず、同市が当時ほとんど対応していなかったことも明らかになった。

  - 3月30日 - 2008年に実施した公共建築工事で、発注の際に、本来は一般競争入札が必要な100万円以上の工事費用を要する工事にもかかわらず、価格を低く見積もった上で建築業者と随意契約を結んだ上、架空工事の計上などによって帳尻合わせをする不正行為が発覚し、同市公正職務審査委員会が改善勧告[22]。
  - 5月 - 同市東北環境事業センターの40歳の元男性職員が、2004年に器物損壊罪で有罪が確定したにもかかわらず大阪市に報告せず、2008年まで約4年間にわたって勤務を続けていたことが判明[23]。
  - 7月 - 3月発覚の不正随意契約問題を受け、同市が調査を行なったところ、新たに51事業191件で分割発注などの不正随意契約が判明[24]。
  - 8月 - 全国市民オンブズマン連絡会議が実施した全国情報公開度ランキングで、大阪市が総合順位で1位となる[25]。
  - 8月28日 - 同市職員27人が、固定資産税や市民税など、同市に納める市税を、計約122万円にわたって滞納していたことが判明。同市は、給与を差し押さえて徴収することになった[26]。
  - 10月30日
    - 同市建設局南部下水道管理事務所の41歳の男性職員が、2003年6月から2007年2月までの3年半の間に叔父など6人の親族が死亡したと偽り、忌引休暇を不正に取得していたとして停職3カ月の処分に[27]。
    - 2007年分の国民健康保険税について、約1,000人分に対し数千万円分を過大請求していたことが判明する。同市では、一連の「消えた年金問題」を受け、保険料の変更可能期限を短縮していたにもかかわらず、一部の区で見落としていたことが原因としている[28]。
    - 11月、大阪市環境局の職員が、覚せい剤取締法違反で逮捕された。2009年に覚醒剤で逮捕された職員は4人[29]。
- 2010年
  - 1月21日 - 2009年5月から6月にかけて申請された同市職員の通勤手当について、同市が内部監査した結果、300人超の職員について、認定された通勤経路と異なる定期券を購入するなどの不適正な受給が発覚[30]。
  - 2月10日 - 同市職員60人が、市税や、市営住宅の家賃などを滞納していたとして、停職や減給などの懲戒処分に。うち8人は、2007年にも市税滞納などで処分されていた[31]。
  - 2月25日 - 同市環境局所属で複数の火葬場に勤務する複数名の職員について、一部の葬儀会社に優先的に火葬を行わせるなどの便宜を図っていた疑いが浮上。業者から心付けを受け取っていた可能性もある。2002年にも、火葬場勤務の全職員への心付けが発覚している[32]。
  - 2月26日 - 前述の心付け問題などを受け、平松市長が全職員に対して綱紀粛正を指示[33]。
  - 5月 - 前述の火葬場職員の心付け問題で、市は計42人を懲戒処分に。うち10人は懲戒免職。
  - 8月 - ペットの死体の焼却を担当する同市環境局木津川事務所で、一部職員が飼い主から心付けを受け取っていたことが判明。また、供養碑に供えられた賽銭を盗んだ職員の存在も発覚[34]。
  - 9月 - 同市の旭区を除く各区長らが、2008年から2010年までの3年間にわたって地元の地域団体との旅行に参加したが、その際に公務出張として参加していたことが判明した。同市公正職務審査委員会は「公務出張の必要性は認められず、地方自治法に違反する」と指摘し、平松市長に対し、2005年度以降の各区長の給与相当額を自主返還させるよう勧告[35]。
  - 10月 - 環境局の職員が、羽曳野市の居酒屋でライフル銃を乱射し、3名を殺害。検察は書類送検した[36]。
  - 12月 - 環境局河川事務所の職員らが、川の清掃で拾得した金品を着服していたことが内部告発によって判明し、市は関わった職員計42人について、懲戒免職などの処分とした[37]。
- 2011年
  - 1月 - 同市が組織する「地域ネットワーク委員会」において、同委員会を構成する地域推進員約300人に対し、根拠となる条例を定めないまま、1人につき年間約120万円の報酬が支払われていることが発覚した。いずれも補助金から支出されており、ヤミ手当であると指摘されている[38]。

### 橋下市長時代
- 2012年
  - 3月 - 前年の2011年11月に行われた市長選をめぐり、大阪市交通局の職員が選挙活動にかかわる電子メールを多数送信していたことや、人事異動にあたって同局の幹部職員と労働組合とが事前調整していたことなどが明らかとなる[39]。また、同市交通局の労働組合が、当時の平松市長への投票を呼びかけるビラを職場内で配布していたことも明らかとなる[40]。
  - 7月 - 大阪市から市有地の駐車場などの管理運営を委託されていた大阪市人権協会が、2002年から2005年度に納付金を納めず、市が人権協会に4億5,000万円を請求するよう求められていた住民訴訟で、約3億8,000万円を人権協会に請求するよう命じる判決が確定した[41]。
  - 8月 - 同市が出資している「大阪国際空港ターミナル」（大阪国際空港のターミナルビルを運営）の100%子会社である「関西国際空港サービス」に、同市職員OB計8人が天下りしていることが判明した[42]。
  - 10月 - 大阪市環境局の職員が、外国人との偽装結婚の疑いで逮捕された[43]。
- 2014年
  - 市交通局発注の外部プロポーザル方式での随意契約のうち19件について、内規に違反して外部委員を入れないまま実施されていたことが判明[44]。また、地下鉄駅構内の壁面を装飾する交通局の公募事業において、藤本昌信局長の知人の手になる作品が採用され、その採用選考に藤本が関与していたことも発覚[45]。

### 吉村市長時代
- 2017年
  - 4月 - 金の延べ棒約3キログラムを韓国から密輸しようとしたとして、交通局の職員が関税法違反と脱税の疑いで逮捕された[46]。
  - 11月 - 市発注の下水道工事において、下請業者が市の指定よりも安価な資材を使用していたにもかかわらず、指定通りの資材を使用したように伝票を偽造する不正行為が蔓延していることが、一部新聞報道で判明。数億円が不正に取得され、差額が業者の不正利益となっている可能性が出ている[47]。
- 2018年
  - 1月 - 市営公園に設置している噴水施設135ヵ所のうち約7割に相当する95ヵ所において、保守点検を怠ったことで故障を生じさせていたことが判明。2011年の東日本大震災以降、節電対策のため稼働を休止していたが、その後も放置していたため、大半は廃止・撤去せざるを得ない状況となっている[48]。
  - 2月 - 前述の下水道工事に加え、上水道工事でも同様な不正行為が行われていることが判明[49]。また、こうした不正行為が、2013年度以降で少なくとも47件の工事において行われていたことも明らかになる[50]。
- 2019年
  - 1月 - 市発注の電気工事において官製談合があったとして、市建設局や電気工事会社のアエルテクノスが、大阪地方検察庁特捜部から捜索を受ける[51]。その後、市建設局の職員1人が官製談合防止法違反の疑いで、もう1人が同法違反と加重収賄の疑いで逮捕された。アエルテクノスの社員1人も公契約関係競売入札妨害と贈賄の疑いで逮捕された[52]。その後、官製談合防止法違反の罪に問われた元職員に執行猶予付き[53]、加重収賄の罪に問われた元職員に実刑の懲役刑がそれぞれ言い渡された[54]。
  - 3月 - 前述の水道工事にまつわる不正が、2012年度以降で1,082件にも及ぶことが明らかになる。392社が指名停止に[55]。

### 松井市長時代
- 2021年
  - 7月9日 - 市水道局の複数の職員らが競馬に関連する賭博行為をしていたとされる問題で、水道局の職員5人らが常習賭博容疑で書類送検された。賭博行為は約20年前から常態化していたという[56]。
  - 7月16日 - 2020年11月に実施された大阪都構想の住民投票に関する公文書を故意に廃棄したとして、公用文書毀棄容疑で当時の市財政局長、財務部長、財務課長が書類送検された[57]。9月に3人全員が起訴猶予処分となった[58]。住民投票直前に「大阪市を4分割すると、218億円のコスト増になる」との試算を市財政局が報道機関に提供し、後に都構想推進派の市議に関連文書の開示を求められると、公文書扱いの原稿の一部を破棄した[59][60]。

### 横山市長時代
- 2023年
  - 8月29日 - 情報公開請求を受けた文書が、外付けハードディスクドライブに保存されているにもかかわらず「不存在」と回答していたことが明らかになった。この年には7月にも、カジノを中核とした統合型リゾート（IR）の関連文書でも同様の事案が判明している[61]。
- 2024年
  - 5月8日 - 建設局職員が規則で定められた期間を待たずに、3年半の間に市内で2211台の放置自転車を撤去していたと発表した。市条例の規則では、即時撤去が可能な放置禁止区域以外の場所では、7日間以上放置されている場合に撤去できると定めていたが、この職員は期限前に不適切に撤去し、業務報告書には7日間以上放置されていたと虚偽内容を記載していた[62]。
- 2025年
  - 2月28日 - 2023年1月に大阪湾で死んだクジラの処理費が当初見積もりの2倍以上となる約8千万円に膨らんだ問題を巡り、市の外部監察専門委員が大阪港湾局のガバナンスが機能していなかったなどと指摘した問題で、市は大阪港湾局長ら職員5人を減給などの懲戒処分にしたと発表した[63]。

## 主な問題

### 職員厚遇問題
市長を助役や市職員の中から輩出する伝統が続いていたが、こうした閉鎖的体質には、経済界からの批判も強い。大阪市役所の所在階から、地下1階（職員組合）と5階（市長室）が方針を決めて、8階（市会）が追従するとまで言われるほど、強力な発言力を持つ職員組合の影響で、職員の給与水準は政令指定都市の中で神奈川県川崎市に次いで2番目に高かった。
また、政令指定都市中最悪という深刻な財政危機にもかかわらず、福利厚生費は政令指定都市の中で最高で、市民から強い反発を受けたため、その厚遇見直しについて論議されてきた。2007年11月に行なわれた市長選では、元助役だった現職が民間出身の新人に敗れ、長年続いた助役・市職員出身市長が途切れたことになる。

### 第三セクター問題
1990年代から、湾岸地域開発の先行投資等として計画調整局が所管する株式会社湊町開発センター（OCAT）、株式会社大阪シティドーム、経済局が所管するアジア太平洋トレードセンター（ATC）株式会社、建設局が所管するクリスタ長堀株式会社、港湾局の所管する株式会社大阪ワールドトレードセンタービルディング（WTC）、の第三セクター各社が相次いで倒産し、交通局の土地信託であるフェスティバルゲートとオスカードリームの破綻と、いわゆる5K（所管局の名称の頭文字から）問題がある。
これらの第三セクターは経営再建に取り組んだ結果、2004年度にOCATが、2005年度にWTC・ATCがそれぞれ黒字を達成している。また、大阪ドームは2006年9月1日付けでオリックス不動産が買収している。また、大阪府内にある第三セクターの平成17年度の経常収支は、平成16年度比340億300万円増の387億5,700万円の黒字で全国最高だった。

### 行財政改革
- 市職員数は4万7,608人（2005年10月1日時点）で、他の政令指定都市と比べても多かったが、職員削減を進め、2010年4月1日3万9,038人に減少した[65]。また、市債残高は約5兆5,022億円（平成17年度末）にのぼり、財政再建団体への転落が危惧されている。これを受けて、事務事業の見直しや業務委託、外郭団体の統廃合など改革が進められている。2010年度末までに、市債残高は約5兆1300億円まで削減される見込みである[66]。
- 2006年時点で人口一人当たりの大阪市の負債総額が、政令指定都市中最高であった。実質公債費比率は25%超えの横浜市、20%超えの千葉市、福岡市、神戸市、川崎市、名古屋市、広島市などに比べると比較的良い17.5%で、全国政令指定都市中ワースト10位である[67][68]。
- 大阪府と大阪市の合併を提唱した、いわゆる「大阪都構想」に反発し、地方自治法黎明期に存在し、都道府県から独立した行政主体である特別市と同様に、政令指定都市より強い権限を持ったスーパー指定都市構想を掲げている。平松市長は、関西州設立を展望した、府市連携、都市間連携を主張していた[69]。

### 同和行政問題
芦原病院（浪速医療生活協同組合）への不明瞭な補助金や、飛鳥会事件などをきっかけとして、同和行政に大きな問題点があったと指摘された。
同和対策事業の一環として設置された工場アパートでは、市経済局の裏金問題に関連して、同じく同和対策事業であるリサイクル施設の運営委託費から捻出し、工場アパートの賃料滞納分を、30年に渡り穴埋めしていた。また、1996年には本来工場用途であるにも関わらず、暴力団関係者が入居していた事実が発覚している。
同和地区には人権文化センター（旧解放会館）や青少年会館、地域老人福祉センターなどの公共施設が設置されていた。これらの施設は事実上地区住民しか利用できなかった。また、同和地区の小中学校や保育所には、職員を多めに配置する「同和加配」なども行われており、過大な優遇と批判された。

## 大阪市政における違法行為等に関する調査報告
大阪市職員による一連の違法ないし不適正な行為が相次いで発覚したのを受けて、2012年1月12日に、大阪市の橋下徹市長が外部調査を依頼。大阪市特別顧問であった野村修也（中央大学法科大学院教授・弁護士）が代表となり、弁護士や公認会計士らで構成される第三者調査チームを結成し、調査が行われた。この報告書は、約3ヶ月間にわたる調査結果を取りまとめられ、大阪市役所のウェブページに掲載された。

## 関連文献
- 吉富有治『大阪破産 Osaka Bankrupts』（光文社、2005年）ISBN 433493367X
- 一ノ宮美成,グループK21『大阪・役人天国の果てなき闇』（講談社、2006年）ISBN 4062137232
- 一ノ宮美成,グループK21『大阪同和帝国の正体』（宝島社、2007年）ISBN 4796659447